# Louroux-Bourbonnais
Louroux-Bourbonnais település Franciaországban, Allier megyében. Lakosainak száma 206 fő (2022. január 1.). Louroux-Bourbonnais Cosne-d’Allier, Hérisson, Saint-Caprais, Theneuille, Venas, Vieure, Le Vilhain és Ygrande községekkel határos.

## Népesség
A település népességének változása:
| Lakosok száma | 447  | 287  | 256  | 231  | 248  | 229  | 211  | 203  | 202  | 206  |
|               | 1968 | 1982 | 1990 | 2006 | 2013 | 2015 | 2017 | 2019 | 2020 | 2022 |